# Zikmundova vila
Zikmundova vila ve Zlíně (Žlebová 2894) je vzácným příkladem soukromé rezidenční výstavby v poválečném období. Původně funkcionalistický dům postavil již ve 30. letech (1934–1935) Baťův podpůrný fond (jméno architekta není na plánech uvedeno) pro prvního hejtmana nově založeného zlínského okresu, dr. Josefa Januštíka. Ten v domě bydlel se svojí ženou Marií do roku 1953, a to navzdory skutečnosti, že objekt už v roce 1942 koupil od firmy Baťa a. s. režisér Elmar Klos. Pozdější držitel filmového Oscara (za snímek Obchod na korze, 1965) byl totiž synem Marie Januštíkové z prvního manželství. I když Klos udělal ve vile některé úpravy, sám zde nežil. V roce 1953 Elmar Klos dům odprodal cestovateli Miroslavu Zikmundovi, který nechal budovu adaptovat architektem Zdeňkem Plesníkem do stávající podoby. Mobiliář pro Zikmundovu domácnost navrhl designér Miroslav Navrátil. V roce 2000 byl dům i s rozlehlou zahradou zapsán mezi kulturní památky. Miroslav Zikmund vilu trvale opustil až v roce 2020, kdy ji prodal zlínskému podnikateli Čestmíru Vančurovi. Čestmír Vančura založil k 2. 12. 2020 Nadační fond Zikmundova vila, který o památku nadále pečuje. Posláním Nadačního fondu Zikmundova vila je rekonstrukce domu, budoucí zpřístupnění objektu veřejnosti a zvyšování povědomí o osobnostech, které jsou s domem spojené.

## Původní (Januštíkova) vila

### Architektura
- Projektant: firma Baťa, a. s.[5]
- Stavitel: Baťův podpůrný fond[5]
- Architekt: neznámý[6]
- Povolení ke stavbě: 10. 5. 1934[6]
- Kolaudace: 26. 9. 1935[6]

Původně úřednický domek (jak je uvedeno ve Statistice staveb fy Baťa), byl klasickou ukázkou funkcionalistické architektury. Oproti jiným baťovským stavbám jej ale odlišoval např. nárožní arkýř, zakrytí cihel břízolitovou omítkou, nebo užití pásového okna. V interiéru, který se skládal ze suterénu, přízemí a jednoho patra, se mezi nečekané prvky řadil kruhový sloup umístěný ve středu arkýře. Prvek příznačný pro zlínská veřejná prostranství se v rodinném domě objevil na přímou žádost dr. Josefa Januštíka a jeho funkce byla především symbolická. Vnitřní členění domu odpovídalo společenské roli jeho obyvatel. V přízemí se nacházela společenská místnost, jídelna, technické zázemí (kuchyň, spíž, pokoj pro služebnou, toaleta). V patře pak dvě ložnice, pokoj pro hosta, šatna, koupelna a terasa. Suterén zahrnoval prádelnu, garáž, sklad na potraviny, sušárnu, kotelnu a sklad na palivo.

### Manželé Januštíkovi – obyvatelé vily v letech 1935–1953

#### Josef Januštík
- Narození: 16. 9. 1880, Spytinov – dnes Spytihněv
- Úmrtí: 8. 3. 1963, Praha
- Ocenění: Zlatý záslužný kříž, Válečný kříž Za občanské zásluhy 2. třídy[8]

Okresní hejtman v Uherském Hradišti (1919–1935), první hejtman Zlínského okresu (1935–1942), vládní rada.

#### Marie Januštíková
- Narození: 28. 2. 1886, Plzeň
- Úmrtí: 15. 7. 1975, Praha
- Ocenění: Skautská láska, Syrinx (zlatý stupeň), Stříbrný trojlístek

Hospodářská ředitelka válečného lazaretu v Uherském Hradišti, skautská náčelní země Moravskoslezské. Dcera herečky Národního divadla Marie Laudové a říšského a zemského poslance Ignáta Hořici. Z prvního (rozvedeného) manželství s Rudolfem Klossem měla syna Elmara.

## Zikmundova vila

### Architektura
- Projektant: Státní ústav pro projektování závodů lehkého průmyslu Gottwaldov[10]
- Architekt: Zdeněk Plesník[10]
- Povolení k přestavbě: 1. 7. 1953[10]
- Kolaudace: 4. 1. 1954[10]

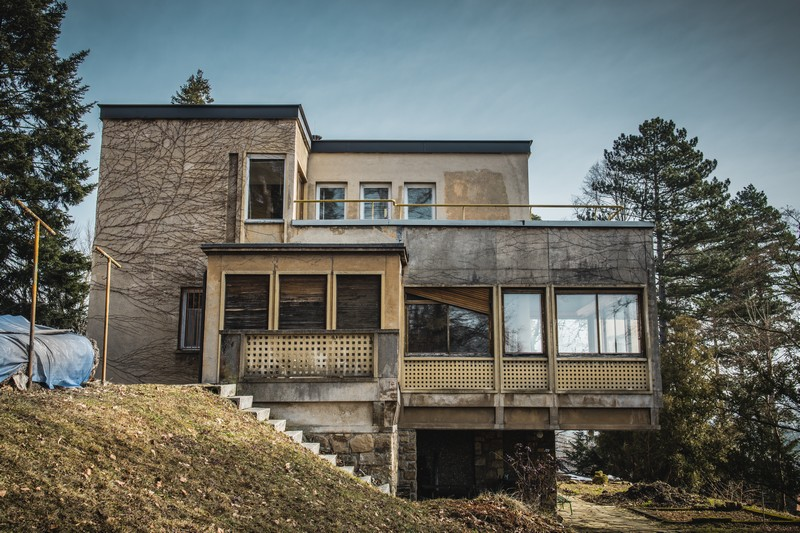
Západní pohled na Zikmundovu vilu (2021)

V roce 1953, kdy vilu od Elmara Klose odkoupil (18. 3. 1953) cestovatel Miroslav Zikmund, prošel dům rozsáhlou adaptací, jejímž výsledkem je Zikmundova vila v dnešní podobě. Díky úzké spolupráci architekta Zdeňka Plesníka s novým majitelem vznikl silně individualizovaný prostor. Rozšířením původního arkýře a přístavbou jídelního koutu napojeného na venkovní terasu, nabyl dům ikonického tvaru. K jasné rozpoznatelnosti přispělo také užití prefabrikovaných betonových panelů po obvodu arkýře a terasy. Proměnou prošla i vnitřní dispozice domu, který musel nově plnit také funkci pracoviště. Tuto část reprezentuje především knihovna propojená s obývacím pokojem v přízemí domu, fotokomora, fotolaboratoř a soukromá pracovna v patře. Obytnou sekci tvoří tři na sebe navazující ložnice (osobní, pro hosty a dětský pokoj), kuchyň s technickým zázemím (spíž, mandl, toaleta) a koupelna propojená s domácí tělocvičnou. Suterén i nadále plnil funkci garáže, kotelny, prádelny, skladu potravin. Přibyla ale místnost pro trezor a pro uložení části archivu.

### Mobiliář
Unikátnost Zikmundovy vily spočívá mimo jiné v bezvadně zachovaném původním mobiliáři z 50. let. Pod jeho návrhem se podepsal designér Miroslav Navrátil, který vycházel z předurčených dispozic od architekta Zdeňka Plesníka. Výběr nábytku výrazně ovlivnil i majitel domu, Miroslav Zikmund, který měl o vybavenosti své domácnosti jasnou představu. Výsledkem spolupráce uvedených tří osobností je vzdušný a zároveň beze zbytku využitý interiér, jemuž dominují úložné prostory a série ohýbaného nábytku z lepené dýhy. K jeho výrobě využil Navrátil svou znalost technologie z výroby lyží a saní (díky stejnému postupu vznikly i designové lampy s otočným ramenem v obývacím pokoji a pracovně). Křesla a stolečky ve společenské části domu doplňuje modulový systém snadno rozpojitelných sedáků, z nichž lze snadno vytvářet odlišné variace. Volba materiálů byla kvůli poválečnému nedostatku značně omezená. Napříč vilou se tak prolíná kombinace světlého jasanového dřeva a béžové plastové fólie. Opakujícím se prvkem jsou i tzv. zubatky – vlněné nákližky z dýhy, které umožňují flexibilní usazení polic dle výšky uloženého obsahu v dané skříni. Mezi další technické zajímavosti se řadí např. vysouvací projekční plátno v knihovně, oboustranná mapa v pracovně, modulární výstavní stěna v obývacím pokoji nebo výtah na předměty vedoucí z koupelny v patře přes kuchyň do suterénu. I když byla podobným nábytkem vybavena také domácnost Jiřího Hanzelky a Zdeňka Plesníka, jeho ucelenou sadu je dnes možné spatřit pouze v Zikmundově vile.

### Zahrada
Zikmundovu vilu obklopuje zahrada o výměře téměř 9 000 m2. Na jejím zakládání se v r. 1934–1935 aktivně podílela první obyvatelka domu, Marie Januštíková. Coby zemská skautská náčelní milovala přírodu. Zahradu si tak přála v podobě lesoparku, ve kterém nechybělo ani táborové ohniště. Pro chodníky a schodiště v okolí domu byl zvolen namísto dlažby kámen, který podtrhoval vjem lesního prostředí. Koncept zahrady zůstal zachován i po příchodu nového majitele, Miroslava Zikmunda. Díky detailní evidenci, kterou si o údržbě pozemku od začátku vedl, lze zpětně vysledovat průběh výsadby i kácení v okolí vily po dobu téměř sedmdesáti let.